# Söldnerschild
Söldnerschild (ゼルドナーシルト) est un tactical RPG développé par Koei, sorti en 1997 sur Saturn et publié par Sega, et en 1998 sur PlayStation et publié par Koei.